# Mersmühle

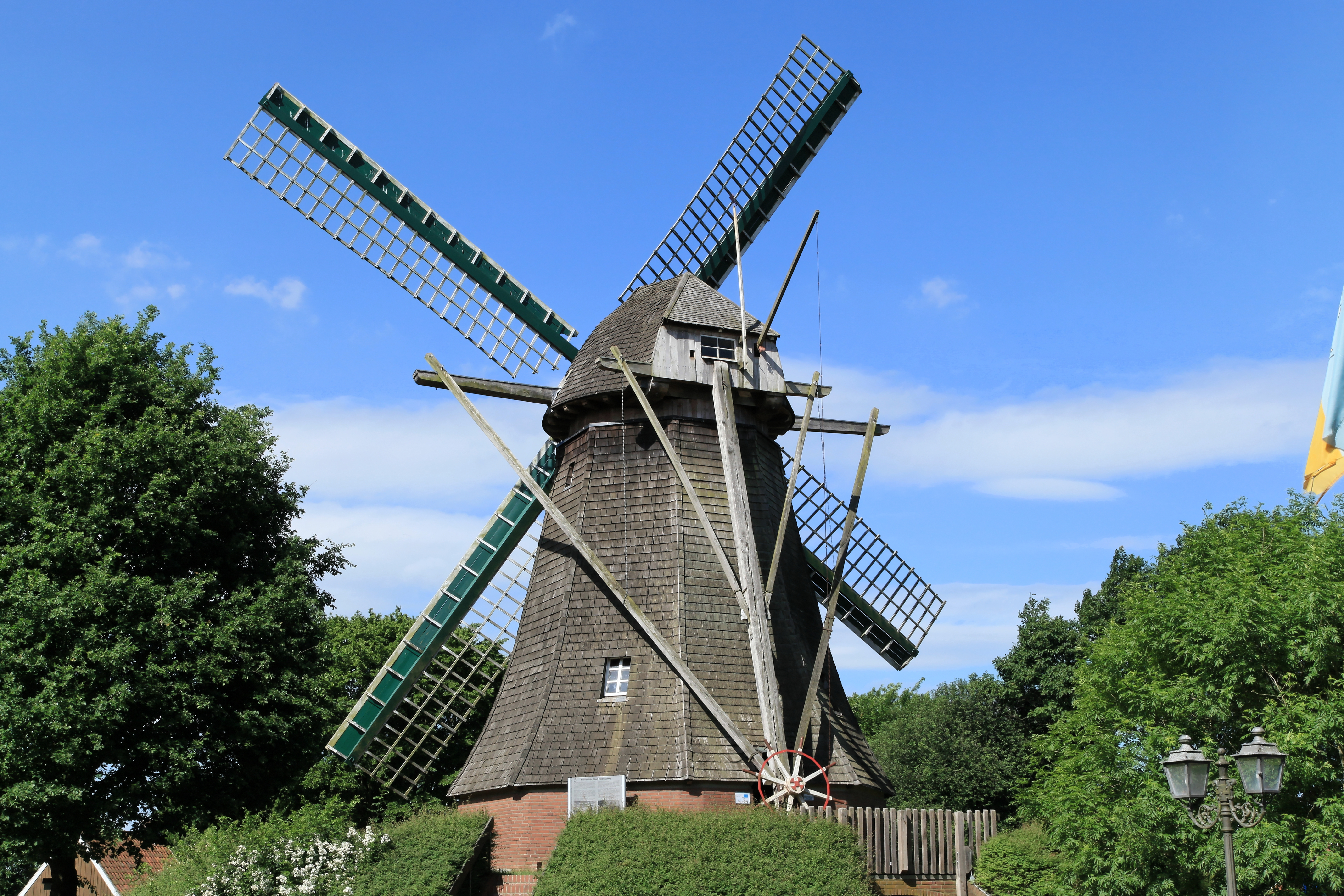
Mersmühle im Mühlenmuseum Haren

Die Mersmühle in Haren (Ems) ist eine Kappenwindmühle aus dem Jahr 1825. Sie ist Teil des Harener Mühlenmuseums, auf dem sich weitere historische Gebäude aus dem 19. Jahrhundert befinden.

## Geschichte

Wappen der Stadt Haren (Ems)

Im Jahr 1825 wurde auf dem heutigen Gelände des Mühlenmuseums eine Kappenwindmühle als Nachfolgerin einer Bockwindmühle errichtet. Im Laufe der Zeit durch Witterung und Kriege beschädigt, wurde die Mersmühle restauriert und am 6. Juni 1980 im Rahmen eines Festaktes der Öffentlichkeit übergeben. Im Jahr 2010 wurden die Flügel erneut restauriert. 
 Auf die wichtige Rolle der Mühlenwirtschaft in Haren deutet darüber hinaus die Verwendung der Windmühlenflügel im Wappen der Stadt Haren (Ems) hin.

## Das Mühlenmuseum
Mit Mühlenmuseum bezeichnet man das komplette Gelände um die Mersmühle, auf dem sich verschiedene Gebäude, passend zum Themenkomplex der Mühle, befinden. 
In den Folgejahren der Mühlen-Restaurierung wurden diese Gebäude errichtet, die zum Teil auf Fundamenten ehemaliger Bauten wiederhergestellt wurden. So wurde ein Backhaus von 1809 mit einem Sandsteinbrunnen von 1854, der auf einem anderen Harener Hof Verwendung fand, errichtet. Darüber hinaus fanden eine Wagenremise, eine Fachwerkscheune und eine Motormühle Platz auf dem Gelände. Die Motormühle wurde seit 1935 ergänzend zur Windtechnik der Mersmühle zum Kornmahlen verwendet. 
 Die Ausstellung zum Thema Mühle findet in einem Müllerhaus Platz, welches einem niederdeutschen Fachwerkhaus in Innenausstattung und Gestaltung der Außenfassaden nachempfunden ist. Im Obergeschoss befindet sich eine Ausstellung, mit Ausstellungsstücken, wie Modellen verschiedener Mühlen.

## Funktionsweise
Die Mersmühle ist ein sogenannter Wall-Holländer, d. h., sie wird von einem Wall aus in den Wind gestellt. Dabei fangen die riesigen Rotorblätter der Mühle den Wind ein, die zur Rotation gebracht werden. Über ein Kammrad, das, wie die Rotorblätter, auf einer Flügelwelle angebracht ist, und mehrere Zahnräder wird die Bewegung auf zwei Spindeln übertragen. Diese Rotation der Spindeln bringt je einen Mühlstein zum Drehen. Zwischen diesen und je einem Steinboden wird das Getreide gemahlen, welches als Mehl auf den Mehlboden fällt. 
Bei Bedarf kann die Mühlenmechanik so abgewandelt werden, dass nur ein Mühlstein mit Bewegungsenergie versorgt wird oder dass die Mühle im Leerlauf ist.
Heute wird die Mersmühle nicht mehr betrieben.